# Bonaventura Boninsegna
Bonaventura Boninsegna (fl. XIV secolo) è stato un pittore italiano attivo a Verona verso la fine del XIV secolo.
Nulla si conosce della sua vita. L'unica opera a lui attribuita sono delle pitture dipinte sul pilastro destro della cappella Salerni all'interno della Basilica di Santa Anastasia a Verona su cui l'erudito Scipione Maffei lesse la scritta «opus Boninsegna».